# یو رنچ (وایومینگ)
یو رنچ(به انگلیسی: Y-O Ranch) شهری در ایالت وایومینگ کشور ایالات متحده آمریکا است که جمعیت آن در سرشماری سال ۲۰۱۰ میلادی، ۱۹۵ نفر بوده‌است.